# Дойна (пісня)
Дойна — жанр молдавської і румунської ліричної народної пісні. Відрізняється протяжною елегійною мелодією, що виражає почуття туги і суму.
Назва має давнє індоєвропейське походження. Існує литовська народна пісня зі схожою назвою — дайна.